# Leporinus desmotes
Leporinus desmotes är en fiskart som beskrevs av Fowler, 1914. Leporinus desmotes ingår i släktet Leporinus och familjen Anostomidae. Inga underarter finns listade i Catalogue of Life.